# Les Misérables (film, 2019)
Pour les articles homonymes, voir Les Misérables (homonymie).
Pour plus de détails, voir Fiche technique et Distribution.
Les Misérables est un film dramatique français coécrit et réalisé par Ladj Ly, sorti en 2019.
Premier long métrage de fiction de Ladj Ly, le film est présenté au festival de Cannes 2019, où il obtient le prix du jury, puis remporte quatre Césars en 2020, dont celui du meilleur film, et une nomination à l'Oscar du meilleur film international.

## Synopsis
Aux Champs-Élysées, une foule en liesse fête la victoire de l'équipe de France à la coupe du monde de football en Russie, en 2018, pour un moment de fraternité éphémère.
La caméra passe ensuite à Stéphane, un policier qui a quitté Cherbourg afin de se rapprocher de la mère de son fils et d'intégrer la brigade anticriminalité de Montfermeil où il fait équipe avec Chris et Gwada. Lors de la première tournée quotidienne de l'équipe nouvellement formée, le trio rencontre les personnes influentes du quartier. Stéphane essaie de prendre ses marques, et doit faire face aux provocations de Chris qui le met sous pression et agit en caïd auprès de la population.
Cette journée est marquée par une altercation entre les gitans d'un cirque et les habitants de la cité. Un jeune Noir aurait volé le lionceau Johnny, et ses propriétaires menacent le quartier de représailles violentes si l'animal n'est pas ramené dans les 24 heures. Arrivé sur les lieux de la dispute qui dégénère de plus en plus, le trio de la BAC s'interpose, et Chris promet de s'occuper de l'affaire.
Durant leurs recherches, les policiers découvrent, sur un réseau social, des photos du lionceau dans les bras du jeune Issa, qu'ils retrouvent sur le terrain de football et qu'ils tentent d'interpeller ; mais une vingtaine de jeunes s'interposent et permettent à Issa de s'enfuir. Après une poursuite dans les rues de la cité, Issa est rattrapé et menotté. Mais les policiers sont à nouveau pris à partie et caillassés. Dans le feu de l'action, Gwada tire à bout portant au LBD sur Issa, le touchant au visage.
Le trio réalise alors qu'un drone est en train de les filmer. Tentant d'étouffer l'affaire, Chris refuse d'emmener Issa à l'hôpital et ordonne de retrouver d'abord la vidéo. Avec Gwada, il se rend chez un indicateur pour obtenir plus d'informations sur le propriétaire du drone, tandis que Stéphane va dans une pharmacie pour tenter de soigner Issa qui reprend peu à peu conscience. Chris parvient à identifier et retrouver le propriétaire du drone, un ado nommé Buzz. Mais à leur arrivée, Buzz s'enfuit. Après une course poursuite, il parvient à se réfugier dans un restaurant kebab et confie la carte mémoire contenant la vidéo à Salah, le gérant du restaurant, délinquant repenti et salafiste respecté dans la cité. Tandis que Chris essaie d'obtenir la carte par la menace et la force, Stéphane choisit de négocier avec Salah pour la récupérer. Invoquant un accident, il assure qu'Issa est hors de danger et qu'un compromis est possible. Salah lui remet alors la carte.
Un peu plus tard, la patrouille de la BAC (Issa est toujours avec eux) repère le lionceau et le ramène au cirque, sain et sauf. Le propriétaire est dans la cage, en train d'entraîner un lion adulte. Les policiers demandent à Issa de s'excuser. Mais soudain, le gérant du cirque saisit l'adolescent et s'enferme avec lui dans la cage du lion, qui se met à rugir et se montre très menaçant. Stéphane met alors en joue le lion, menaçant de le tuer, pour assurer la protection d'Issa. Le gérant remet alors aux policiers Issa apeuré, qui a uriné dans son pantalon. Après cet épisode, le trio relâche Issa, mais Chris lui ordonne de dire à son entourage qu'il s'est blessé tout seul en tombant.
La journée s'achève enfin, et chacun rentre chez soi. Plus tard, Stéphane et Gwada se retrouvent dans un bar. Stéphane demande des comptes à Gwada sur la bavure. Gwada lui explique avoir paniqué, « pété un câble » et tiré sans réfléchir. Stéphane lui reproche de ne pas assumer sa responsabilité, mais lui remet néanmoins la carte contenant la vidéo.
Le lendemain, pendant leur tournée, les policiers remarquent qu'ils sont suivis de près par des jeunes. Ils se retrouvent rapidement encerclés, et après le tir d'un gros pétard de feu d'artifice dans leur voiture, ils sortent et coursent les jeunes dans un immeuble. Mais un piège les attend : ils sont encerclés à un étage et essuient des jets de projectiles et de feux d'artifice. Malgré les tirs de grenade de désencerclement et de LBD, ils ne parviennent pas à s'échapper. Chris est blessé à l'œil par une bouteille, tandis que Stéphane tambourine à une porte d'appartement, espérant de l'aide. C'est, en fait, le logement de Buzz. Alors que l'on s'apprête à leur ouvrir, Issa arrive à l'étage supérieur, cocktail Molotov à la main, prêt à le lancer sur eux. Stéphane sort son pistolet et tente de le raisonner, le tenant en joue. Tous deux s'observent longuement, chacun semblant hésiter à passer à l'acte, sous le regard de Buzz, qui voit la scène à travers le judas de la porte.
Le film laisse le spectateur sur ce plan de la confrontation entre Stéphane et Issa qui continuent à s'observer, et s'achève par cette citation des Misérables de Victor Hugo :

« Mes amis, retenez ceci :
il n'y a ni mauvaises herbes,
ni mauvais hommes,
il n'y a que de mauvais cultivateurs. »

## Fiche technique
Sauf indication contraire, les informations mentionnées dans cette section peuvent être confirmées par la base de données cinématographiques IMDb,  présente dans la section « Liens externes ».
- Titre original : Les Misérables
- Réalisation : Ladj Ly
- Scénario : Giordano Gederlini, Ladj Ly et Alexis Manenti
- Photographie : Julien Poupard
- Montage : Flora Volpelière
- Décor: Karim Lagati
- Son : Arnaud Lavaleix, Jérôme Gonthier, Marco Casanova
- Musique : Marco Casanova et Kim Chapiron
- Production : Toufik Ayadi et Christophe Barral
- Production associée : Benoit Quainon, Sylvie Pialat, Antoine Pialat
- Sociétés de production : Srab Films, Rectangle Productions et Lyly Films (co-productions)
- Sociétés de distribution : Le Pacte (France), Wild Bunch (international)
- Budget : 2,09 millions d'euros[réf. nécessaire]
- Pays de production :  France
- Langue originale : français
- Format : couleur — 2,35:1 — Dolby Digital
- Durée : 103 minutes
- Genre : drame
- Dates de sortie :
  - France : 15 mai 2019 (première mondiale au Festival de Cannes) ; 20 novembre 2019 (sortie nationale)
- Classification :
  - France : tous publics avec avertissement lors de sa sortie en salles et déconseillé aux moins de 10 ans à la télévision.

## Distribution

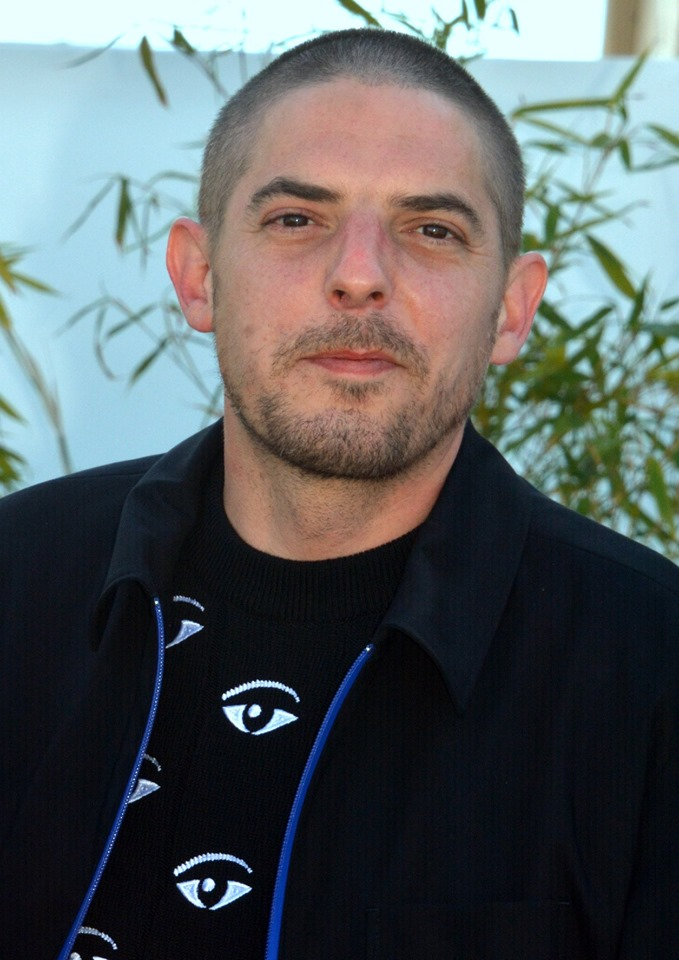
Damien Bonnard, qui joue le rôle de Stéphane, un des policiers.

- Damien Bonnard : Stéphane Ruiz (Pento)
- Alexis Manenti : Chris
- Djebril Zonga : Gwada
- Issa Perica : Issa
- Al-Hassan Ly : Buzz
- Steve Tientcheu : Le Maire
- Almamy Kanoute : Salah
- Nizar Ben Fatma : La Pince
- Jeanne Balibar[3] : La commissaire

## Production

### Genèse et développement
Il s'agit du premier long-métrage de Ladj Ly, qui avait œuvré auparavant dans le court métrage, notamment au sein de Kourtrajmé. Les Misérables est d'ailleurs l'adaptation d'un court métrage du même nom tourné en 2016 — avec certains acteurs également présents dans le long tel Djebril Zonga — primé notamment au festival international du court métrage de Clermont-Ferrand et nommé au César du meilleur court métrage en 2018.

#### Sources du scénario
Le film est inspiré par des violences policières filmées par Ladj Ly.
Le 14 octobre 2008 à Montfermeil, deux policiers du commissariat de Gagny ont été poursuivis pour « violences volontaires par dépositaire de l'autorité publique, avec arme et en réunion » envers Abdoulaye Fofana, alors menotté, un étudiant en BTS de 20 ans, habitant la cité des Bosquets, à qui a été prescrite une incapacité totale de travail (ITT) de deux jours. Les policiers, placés sous contrôle judiciaire avec interdiction d'exercer leur métier le 22 octobre, sont réintégrés dans la police le 7 novembre, mais n'ont pas le droit d'exercer en Seine-Saint-Denis ni de porter une arme. En novembre 2010, le parquet requiert six à huit mois de prison avec sursis pour les auteurs des coups et trois mois pour un troisième policier pour ne pas les en avoir empêchés. Le tribunal correctionnel de Bobigny condamne les deux policiers coupables de violences à quatre mois de prison avec sursis, ainsi qu'à verser 3 600 euros de dommages et intérêts à leur victime frappée à quatre reprises.

#### Développements ultérieurs
Pour Ladj Ly, Les Misérables est le premier volet d'une trilogie sur la banlieue, qu'il souhaite réaliser avec la même équipe de production. Le second volet devait être initialement consacré à Claude Dilain. Le troisième film devrait se passer dans les années 1990. Le deuxième épisode, Bâtiment 5, sort au cinéma en 2023 et évoque les problématiques du mal-logement, le réalisateur indique qu'il remania le film lors de l'écriture.

### Tournage
Le tournage a lieu en été 2018, principalement à Clichy-sous-Bois et Montfermeil.

## Accueil

### Accueil critique
En France, le site Allociné recense une moyenne des critiques presse de 4,3⁄5.
Pour Jean-Claude Raspiengeas de La Croix, « Les Misérables est un coup de poing. Impressionnant à tous égards, il devient d'entrée un candidat sérieux pour la Palme d'or à Cannes. […] Quelle claque ! Cette décomposition, vécue de l'intérieur, d'une bavure policière à Montfermeil (Seine-Saint-Denis) bouscule les idées reçues et plonge littéralement le spectateur au cœur de la complexité du réel ».
Pour Yannick Vely de Paris Match, « l'approche documentaire est d'ailleurs le point fort des Misérables. […] Oui, ce qui est montré dans le film est d'un réalisme qui devrait nous interroger ».
Dans Le Monde, Véronique Cauhapé salue la « virtuosité » du réalisateur et apprécie le contraste du début du film sur la liesse collective après la victoire de l'équipe de France de football lors de la Coupe du monde de 2018 et l'enchaînement dramatique d'un contrôle de police qui dérape, jusqu'à une fin « paroxystique ».
Nicole Gabriel note dans Jeune Cinéma : « Non seulement les prises de vue sont somptueuses, les mouvements de caméra dynamiques, les points de vue inhabituels, le montage extrêmement efficace, mais le casting est digne d’une production internationale ».
Dans les Cahiers du cinéma, Stéphane Delorme note que le premier long-métrage de fiction de Ladj Ly « est un film urgent, brûlant, bouillonnant, mais aussi un film extrêmement dense qu'il faut déplier », ajoutant qu'il est aussi « passionnant pour la tension qui le sous-tend, entre l'idée que la cité est un lieu comme un autre et l'idée que non […] Il faut lutter sur deux fronts : casser les clichés pour montrer que c'est un lieu comme un autre, et non un lieu au ban, que les gamins y sont les mêmes que partout ».
Dans un ensemble de critiques très laudatives, Josué Morel de Critikat est plus nuancé : « Indéniablement, il manque quelque chose aux Misérables pour livrer une réflexion qui parviendrait à tenir sa complexité et à construire un regard nuancé sans passer par un aplanissement généralisé. Mais il faut reconnaître aussi qu’on n’attendait certainement pas que le film soulève autant de beaux problèmes » ; et renvoie dans une note à De bruit et de fureur, de Jean-Claude Brisseau.

### Sélections
Le 20 septembre 2019, le film est officiellement sélectionné pour représenter la France à l'Oscar du meilleur film international lors de la 92e cérémonie. Le film faisait partie des dix films présélectionnés de la liste restreinte. Le 16 janvier 2020, cette sélection est officiellement confirmée.

### Réactions politiques
Le Journal du dimanche révèle qu'Emmanuel Macron a été « bouleversé par la justesse » des Misérables au point qu'il « demande au gouvernement de se dépêcher de trouver des idées et d'agir pour améliorer les conditions de vie dans les quartiers ». À quoi Jack Dion, dans Marianne, répond « qu'[Emmanuel Macron] n'a jamais entendu parler du plan Borloo sur les banlieues qu'il a lui-même enterré » deux ans plus tôt.
Des personnalités comme Jean-Louis Borloo soutiennent le film, et Valérie Pécresse écrit dans un tweet :

« Fière que la région ait soutenu #LesMiserables un film vrai sur la banlieue, qui nous alerte sur l'absolue nécessité d’un plan pour les banlieues qui fasse disparaître les quartiers ghettos, avec une vraie stratégie à dix ans ! »

Le 30 janvier 2020, alors que Les Misérables a été nommé à plusieurs César, la secrétaire d’État chargée de l’égalité entre les femmes et les hommes Marlène Schiappa déclare qu'elle est « assez surprise qu'on porte aux nues quelqu'un qui manifestement a eu un comportement de la sorte », faisant ainsi référence aux condamnations de Ladj Ly pour enlèvement et séquestration.

### Box-office
Le 31 décembre 2019, avec près de 1,7 million d'entrées, Les Misérables devient le plus gros succès du Pacte, la société qui distribue le film en France.
| Pays ou région | Box-office        | Date d'arrêt du box-office | Nombre de semaines |
| -------------- | ----------------- | -------------------------- | ------------------ |
| France         | 2 181 860 entrées | 11 août 2020               | 25                 |
| Total mondial  | 17 830 992 $ US   | -                          | -                  |

## Distinctions

### Récompenses
- Festival de Cannes 2019 :
  - Prix du Jury[29]
  - Prix Vulcain de l'artiste technicien : Flora Volpelière pour le montage et Julien Poupard pour la lumière et le cadre[30]
  - Prix de l'AFCAE : Mention spéciale[31]
- Festival du cinéma américain de Deauville 2019 : Prix d'Ornano-Valenti[32],[33]
- Prix du cinéma européen 2019 : Discovery of the Year - Prix FIPRESCI
- Durban International Film Festival 2019 :
  - Prix du meilleur film
  - Prix du meilleur scénario
- Goyas 2020 : Meilleur film européen
- Lumières de la presse internationale 2020 :
  - Meilleur film
  - Meilleur scénario
  - Révélation masculine pour Alexis Manenti
- César 2020 :
  - César du meilleur film
  - César du public
  - César du meilleur espoir masculin pour Alexis Manenti
  - César du meilleur montage

### Nominations
- BAFTA 2021 : Meilleur film en langue étrangère
- Oscars 2020 : Meilleur film international
- Golden Globes 2020 : Meilleur film en langue étrangère
- César 2020 :
  - Meilleure réalisation
  - Meilleur acteur pour Damien Bonnard
  - Meilleur espoir masculin pour Djebril Zonga
  - Meilleur scénario original
  - Meilleure photographie
  - Meilleur son
  - Meilleure musique originale
  - Meilleur premier film